# The Gathering (Geri-Allen-Album)

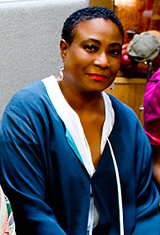
Geri Allen

The Gathering (deutsch „Die Zusammenkunft“) ist ein Jazz-Album von Geri Allen, das am 19., 20., 21. und 25. Februar 1998 in New York City aufgenommen und im selben Jahr bei Verve Records veröffentlicht wurde.

## Das Album
Nach ihrer Zusammenarbeit mit Palle Danielsson, Lenny White und Johnny Coles anlässlich der Verleihung des dänischen Jazzpar-Preis sowie mit Ornette Coleman (Eyes in the Back of Your Head) im Jahr 1997 spielte die Pianistin Geri Allen ein Album mit Eigenkompositionen ein, wobei sie mit wechselnden Besetzungen arbeitete; zum einen spielte sie in der klassischen Piano-Trio-Formation (Buster Williams, Bass und erneut Lenny White, Schlagzeug) und im Trio mit Gitarre (Vernon Reid) und Perkussion (Mino Cinelu), zum anderen in variierten Quartett- und Quintett-Besetzungen. Dazu holte sie die Bläser Dwight Andrews (Holzblasinstrumente), Robin Eubanks (Posaune) und ihren Mann, den Trompeter Wallace Roney (wie etwa im kurzen Poem Baby’s Breath, mit gedämpften Horn-Harmonien und Mino Cinelus perkussiven Akzenten). Im letzten Titel Angels bezogen Allen und Roney ihre Kinder Wallace Roney Jr. und Laila Roney instrumental und vokal mit ein.
Das Album beginnt mit dem Titelstück, einer „wahren Tour de force“ durch den eindringlich treibenden, Uhrwerk-artigen Beat, während die Blechbläser Wallace Roney und Robin Eubanks daruntergelegt sind. Die Gruppe wird in Gabriel’s Royal Blue Reals um den Flötisten Dwight Andrews und den Bassisten Ralphe Armstrong erweitert, doch die größere Bläsergruppe wird auf einen auf zwei Noten beschränkten Refrain verkürzt. Allen, Buster Williams und Lenny White, die zum Zeitpunkt der Aufnahmen ein reguläres Working Trio waren, spielen das frei schwebende Soul Heir in einem 7/8 und 4/4 Tango-Rhythmus, das zeitlich in der Schwebe gehaltene Light Matter und Motiv des Sonnenaufgangs in Daybreak & Dreams.
Kurz nach der Veröffentlichung des ersten Albums der Pianistin bei dem Major Label der Polygram-Gruppe beendete das Verve-Label seinen Vertrag mit Geri Allen.

## Titelliste
- Geri Allen: The Gathering (Verve 557-614-2[3])

1. The Gathering – 5:22
2. Dark Prince – 5:47
3. Sleepin’ Pretty – 6:48
4. Light Matter – 6:56
5. Baby’s Breath (For Little Barbara) – 1:13
6. Ray – 5:22
7. Soul Beir – 6:02
8. Joy and Wonder – 4:40
9. Gabriel’s Royal Blue Reals – 6:31
10. Daybreak and Dreams – 5:41
11. Angels – 6:42

Alle Kompositionen stammen von Geri Allen.

## Rezeption
Michael G. Nastos vergab an das Album im Allmusic vier Sterne und hob insbesondere die Rolle des Produzenten Teo Macero hervor. Dieser sei nicht nur ein „meisterhafter Orchestrator, sondern hat Allen zu der derzeitigen Musik mit einem größeren Ensemble angeregt – was ganz sein Fall ist.“ Weiter heißt es:

“As complete and realized as many of Allen’s recordings are, this one displays all of her immense powers coming to light at the same time. It’s immaculately programmed, perfectly executed music that has a haunting quality overall, but enough punch, innovation, and style to rank it highly among her best projects, and comes highly recommended.”

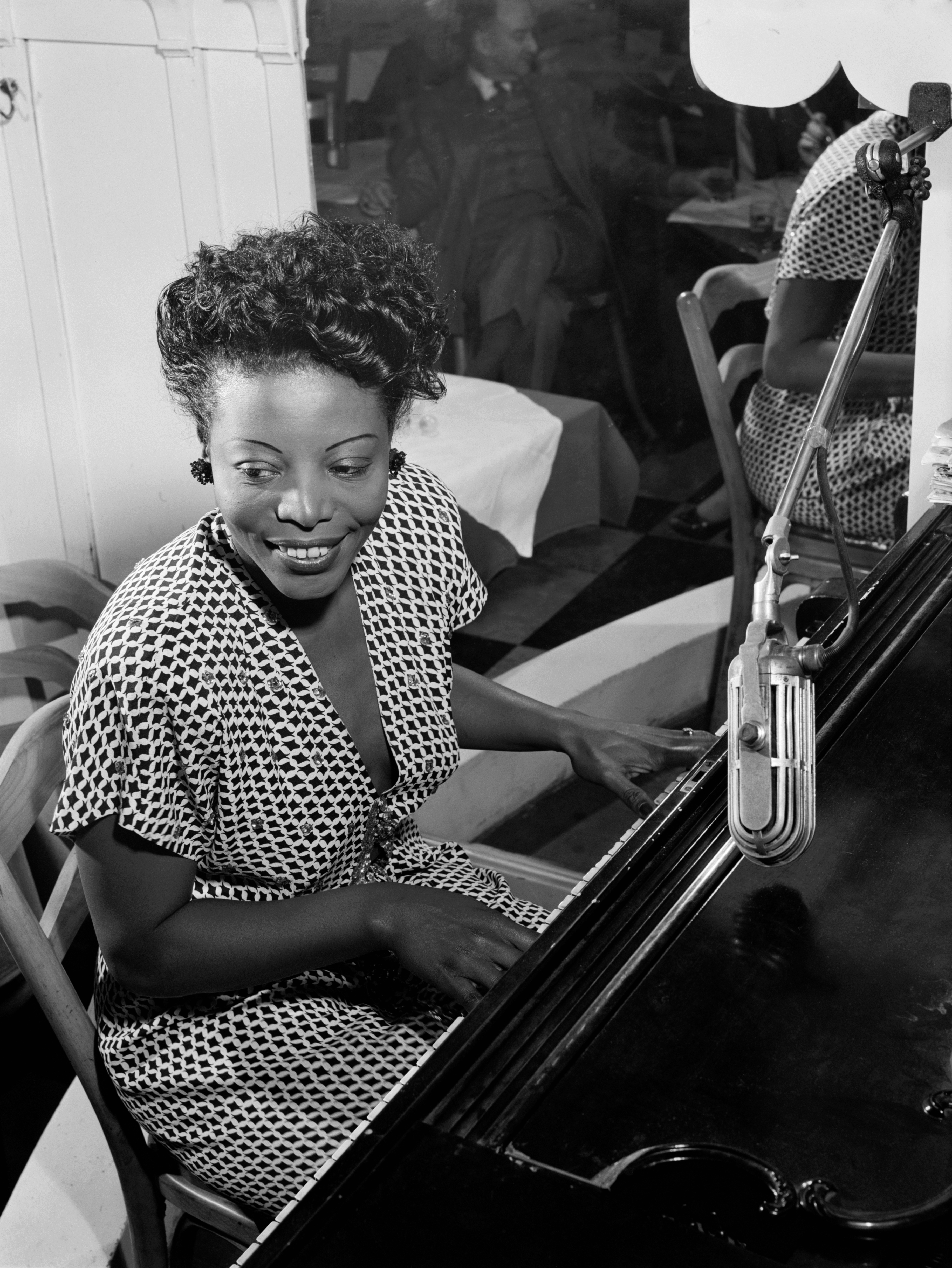
Mary Lou Williams, ca. 1946. Fotografie von William P. Gottlieb

Richard Cook und Brian Morton zeichnen das Album in The Penguin Guide to Jazz mit der Höchstnote von vier Sternen aus und nannten es Allens bis dato zufriedenstellendstes Album. Sie hoben insbesondere die Produzententätigkeit Teo Maceros hervor. Die Kompositionen der Pianistin seien eine Synthese vieler Ideen, die in ihr Werk im Laufe des letzten Jahrzehnts eingeflossen seien; es sei auch ihr am stärksten texturiertes Album, das vor allem „durch die wunderbaren Beiträge“ Vernon Reids und des Multiinstrumentalisten Dwight Andrews gekennzeichnet sei. Die wirkliche Offenbarung aber sei Lenny White, der vom ersten Titel an einen knackigen und vordringenden Puls schaffe. In den Trio-Mitschnitten erzeuge er eine solch komplexe Handschrift, die Erinnerungen an den verstorbenen Schlagzeuger Tony Williams wecke, aber insgesamt sei es eher eine Annäherung an Paul Motian. Geri Allens Phrasierung sei noch nie so entspannt oder mit so großem Gefühl durchdrungen gewesen. Zu den Höhepunkten zählen die Autoren Sleepin’ Pretty, in dem die Pianistin „über einer Klanglandschaft aus Bass und Bassklarinette schwebe und zwischen Tür und Angel Mary Lou Williams zitiert,“ außerdem Ray, in dem Allen die Besetzung anstelle der orthodoxen Rhythmusgruppe durch Reid und Cinelu variiere. Die Blechbläser Wallace Roney und Robin Eubanks würden zwar sparsam, aber höchst effektvoll eingesetzt; der Trompeter spiele bei dieser Session eher weiche Töne, bevorzuge hier ein geglättetes, mittleres Register und artikuliere geduldig, im Gegensatz zum Elan und Feuer seiner eigenen frühen Platten.
Willard Jenkins schrieb in seiner Besprechung des Albums für die JazzTimes, die Pianistin stehe als Composer in Progress in der Tradition von Mary Lou Williams (die Allen 1996 in Robert Altmans Film Kansas City verkörperte). Allens kompositorischer Fokus sei eindringlich und klar, sehr reflektierend und zuzeiten ziemlich beschaulich. Gerade in den Titeln mit der Bläsergruppe sei „eine bittersüße Qualität“ in Geri Allens Kompositionen, so im Titelstück The Gathering und dem lieblichen Royal Garden Reels. Die benutzten Harmonien riefen Herbie Hancock in Erinnerung, insbesondere seine Aufnahmen von Speak Like a Child (1968). Pianistisch spiegele „hier Allens Werk Hancocks Einfluss möglicherweise deutlicher als zuvor, obwohl sie weit entfernt davon ist, unverblümt Mimikry oder Diebstahl zu begehen; Herbie ist eben nur eine ihrer erkennbaren Quellen.“ Vernon Reids Gitarre, ob elektrisch oder akustisch, bringt Biss und eine nervöse Qualität hinzu, vor allem seine E-Gitarre in Dark Prince, ein Titel, in dem Buster Williams’ eindringlicher Bass pochend in Lenny Whites feinfühligen Rahmen mit den Becken schwimmt, was eine fühlbare Spannung in dem Titel schafft. Ungeachtet des kompositorischen Schwerpunkts seien auf dem Album auch eine Reihe von Piano-Nummern zu hören, die die Leistungen Allens am Klavier herausstellen, so die Trio-Nummern Light Matter und Daybreak and Dreams.